# Hugo Rossi
Hugo Rossi (Boston, 17 de abril de 1935) é um matemático estadunidense, que trabalha com análise complexa.
Obteve um doutorado em 1960 no Instituto de Tecnologia de Massachusetts (MIT), orientado por Isadore Singer, com a tese Maximality of algebras of holomorphic functions.
Foi palestrante do Congresso Internacional de Matemáticos em Moscou (1966).

## Obras
- Topics in complex manifolds, Presses de l´Université de Montréal 1971
- com Robert Gunning: Analytic functions of several complex variables, Prentice-Hall 1965
- Editor: Prospects in Mathematics - Invited talks on the occasion of the 250th anniversary of Princeton University, American Mathematical Society 2008
- Advanced calculus - problems and applications to science and engineering, Benjamin 1970